# 아오모리 방송
아오모리 방송(青森放送, Aomori Broadcasting Corporation)은 일본 아오모리현에서 처음 세워진 민영 방송국으로 라디오 방송국은 1953년 10월 12일에, 텔레비전 방송국은 1959년 10월 1일에 개국했다.
약칭은 구 회사명 라디오 아오모리에서 따와서 RAB, 라디오콜사인은 JOGR, 텔레비전 콜사인은 JOGR-DTV이다.

## 방송국 개요
- 필두주주는 현지 신문사인 도오일보이며 경영이나 「도오일보 뉴스」등을 통해 보도 부문 쪽에 깊은 관계를 맺고 있다. 덧붙여 말하며 아오모리 방송은 니혼 TV 계열이면서 요미우리 신문과의 자본 관계는 없다(오히려 요미우리측은 아오모리 TV쪽과 자본관계를 맺었다). 이전에는 TV 아사히 계열에도 가맹하고 있었지만, 아사히 신문과의 자본 관계는 없다.
- 텔레비전과 라디오로 방송되고 있는 장수 프로그램「RAB 뉴스 레이더」는 지역 민영 텔레비전 방송국 저녁 뉴스 프로그램의 선구자적 존재로 여겨진다.
- 라디오 네트워크는 JRN과NRN의 크로스넷이며 텔레비전 네트워크는 니혼 TV 계열(NNN-NNS)에 가맹하고 있다.
1975년 아오모리 TV가 ANN을 이탈한 뒤 1991년 10월 아오모리 아사히 방송 개국 전까지ANN(TV 아사히계열)과의 크로스 네트워크 방송국이었다.
- 라디오 콜사인 JOGR은 과거 규슈 아사히 방송의 전신인 니시닛폰방송(현재 존재하는 니시닛폰방송과는 구별)이 취득했던 콜사인이지만 권리실효로 아오모리 방송에서 사용하게 되었다.

## 역사
- 1950년대 초 미야기현의 도호쿠 방송이 아오모리현에 라디오국을 개국하기로 결정한 이후 방송 면허 신청과 사옥 건설을 준비하고 있었다. 이에 위기를 느낀 현지 신문사 도오일보가 중심이 되어 「현민의, 현민에 의한, 현민을 위한 라디오국」을 모토로 현지 방송국의 개국을 진행시켜 나갔다.

- 1952년 12월 24일 - 주식회사 라디오 토오 설립
- 1953년 8월 1일 - 예비면허 교부.
- 1953년 9월 30일 - 주식회사 라디오 아오모리 발족.
- 1953년 10월 12일 - 주파수 1120KHz, 출력 1kW(야간 500W)로 일본 27번째 AM 라디오 방송국으로 개국했다.
- 1954년 12월 10일 - 하치노헤 라디오 방송국(콜사인 : JOGO) 개국.
- 1956년 10월 1일 - 아오모리 라디오 본국의 야간 출력증력 실시, 하루종일 출력 1kW로 송신.
- 1956년 12월 10일 - 히로사키 라디오 방송국(콜사인 : JOGE) 개국.
- 1959년 9월 14일 - 텔레비전 서비스 방송 개시.
- 1959년 10월 1일 - 텔레비전 방송을 시작(개국 당시 명칭은 「라디오 아오모리 TV」). 당초에는 라디오도쿄 TV(현재의 도쿄 방송)를 중심으로 한 편성을 할 예정이었지만 영업상의 문제로 니혼 TV 중심국으로 개국했다.
- 1960년 12월 - 아오모리 라디오 본국의 출력을 3Kw로 증력.
- 1961년 10월 28일 - 주식회사 라디오아오모리에서 아오모리방송 주식회사로 회사명 변경.
- 1962년 10월 - 아오모리 라디오 본국의 주파수를 1230KHz로 변경, 출력을 현재의 5kW로 증력.
- 1964년 7월 7일 - 텔레비전 컬러 방송 개시
- 1966년 4월 - NNN에 가맹.
- 1970년 - 일본 최초의 지역 와이드 뉴스 「RAB 뉴스레이다」방송 시작(당시에는 아침방송이었다).
- 1975년 3월 31일 - 아오모리 지역의 ANN 가맹국 아오모리 TV가 방송 네트워크 중복가입을 금지한 JNN에 가맹하기 위하여 ANN에서 탈퇴한 일을 계기로 ANN에 가맹하면서 아오모리 아사히 방송 개국전까지 TV 아사히와의 크로스 넷 방송국이 되었으며 이때까지 방송되던 TBS계열 프로그램이 아오모리 TV로 이행되었다.
- 1978년 11월 23일 - 전국 일제 라디오 주파수 변경이 실시되어 아오모리 라디오 본국이 1230KHz에서 1233KHz로, 하치노헤 라디오 방송국이 1480KHz에서 1485KHz, 히로사키 라디오 방송국이 1060 KHz에서 1062kHz로 각각 변경.
- 1988년 - 사건이나 사고로 사망한 사람의 유족에 대해 인터뷰 자숙을 개시.
- 1990년 10월 1일 - 음성다중방송(콜사인 : JOGR-TAM) 개시.
- 1991년 10월 1일 - 아오모리 아사히 방송 개국에 따라 니혼TV 계열 18번째 완전계열국으로 전환.
- 1995년 10월 - 히로사키 라디오 방송국의 주파수가 1062KHz에서 1215KHz로 변경, 출력도 100W에서 500W로 증력.
- 2001년 11월 19일 - 텔레비전 24시간 방송 시작. 동시에,CS채널 NNN24(현 : 니혼TV NEWS 24)의 방송시작.
- 2005년 6월 10일 - 지상 디지털 텔레비전 방송 예비면허교부.
- 2005년 10월 3일 - 지상 디지털 텔레비전 방송 시험전파 발사 개시.
- 2006년 6월 1일 - 지상 디지털 텔레비전 시험 방송(아날로그와의 동시방송) 개시(아오모리 본국).
- 2006년 6월 14일 - 지상 디지털 텔레비전 방송 본면허 교부.
- 2006년 6월 26일 - TV 제작 스튜디오 설비 하이비전화 완료.
- 2006년 7월 1일 지상 디지털 텔레비전(콜사인:JOGR-DTV) 본방송을 오전 5시 45분부터 개시(아오모리 본국, 아오모리 TV·아오모리 아사히방송과 같은 날).텔레비전 보도 스튜디오 설비의 하이비젼화 완료.
- 2007년8월 1일 - 하치노헤·가미키타 디지털 중계국 개국.
- 2011년 7월 24일 - 지상파 아날로그 텔레비전 방송 종료.
- 2017년 10월 1일 - 아오모리 FM 보완중계국과 하치노헤 FM 보완중계국 개국.

## 라디오
방송 시간:월요일 새벽 1시 30분에서 4시만 정파시간이고 다른날은 24시간(월요일 이외에는 5시 기점)방송이다.

### 라디오 주파수
| 방송국·중계국          | 콜사인 | 주파수  | 출력 | 비고                                                                     |
| ---------------------- | ------ | ------- | ---- | ------------------------------------------------------------------------ |
| 아오모리 방송국        | JOGR   | 1233kHz | 5kW  | 1987년 11월 방송 설비 갱신 5kW방송기를 2대 설치함(1대는 예비)            |
| 아오모리 FM 보완중계국 | -      | 91.7MHz | 1kW  |                                                                          |
| 하치노헤 중계국        | JOGO   | 1485kHz | 1kW  | 도와다 중계국과 동기화방송                                               |
| 하치노헤 FM 보완중계국 | -      | 92.7MHz | 100W |                                                                          |
| 히로사키 중계국        | JOGE   | 1215kHz | 500W | 1995년 일부 설비 갱신                                                    |
| 도와다 중계국          | -      | 1485kHz | 100W | 하치노헤 중계국과 동기화방송. 송신 안테나는 NHK 라디오제1방송과 시설공용 |
| 후카우라 중계국        | -      | 1485kHz | 100W | 1996년 3월 설비 갱신                                                     |
| 노헤지 중계국          | -      | 1062kHz | 100W |                                                                          |

### 특징
- 히로사키 방송국의 경우 1062KHz였던 주파수를 1995년 10월에 1215KHz로 변경하면서 송신 출력을 100W에서 500W로 증력했다.
  - 또, 히로사키 방송국 주파수 변경전에는 전화서비스로 라디오 방송을 들을 수 있었고 변경 후에는 아오모리 방송국에서 이어가다 2015년 3월 31일을 기해 종료했다.
- 노헤지 중계국은 노헤지 지구의 수신 상황을 개선하기 위해서 2000년 1월 14일에 개국 했으며 중계국 건설자금 중 일부는 일본 정부의 공공투자예산을 보조받았다.

## 텔레비전 네트워크의 변천
- 1959년 10월 1일 - 텔레비전 방송 개시, 니혼TV·도쿄 방송·후지 TV·NET-TV와 네트워크 관계를 맺는다. 당시 유일한 뉴스 네트워크인JNN에 가입하려고 했지만 영업상의 문제로 가맹하지 않고 프로그램 편성을 니혼 TV 중심으로 결정한다.
- 1966년 4월 1일 - NNN에 가맹하면서 뉴스는 니혼 TV의 것만 방송하기로 하고 다른 프로그램은 예전처럼 방송했다.
- 1967년 6월 - 민간방송 교육협회에 가맹.
- 1969년 12월 1일 - 아오모리 TV 개국에 따라 NET-TV 계열 프로그램 대다수, 후지 TV·도쿄 방송 계열 일부 프로그램이 아오모리TV로 이행.
- 1975년 3월 31일 - 아오모리 TV의 ANN탈퇴→JNN 가맹에 의해 네트워크 프로그램을 교환하면서 도쿄 방송 프로그램이 자취를 감추고 NET-TV의 프로그램이 늘어나는 동시에 ANN에 가맹하면서 뉴스 네트워크 NNN·ANN 크로스 네트워크 방송국이 된다.
- 1977년 4월 1일 - 아오모리 TV가 황금 시간대 후지 TV 동시 네트워크를 취소했기 때문에 후지 TV 프로그램이 늘어난다.
- 1991년 10월 1일 - 아오모리 아사히 방송 개국에 따라 민간방송 교육협회 프로그램을 제외한 TV 아사히 프로그램이 중단되고 동시에 ANN을 탈퇴하면서 니혼 TV 완전계열국이 되지만 프로그램 판매를 통한 후지 텔레비전과의 네트워크 연결을 계속하고 있지만 FNN·FNS에는 가맹하지 않았다.

## 비고
- 라디오 방송에서는 교통캠페인이 2시간에 1회 꼴로 방송되었는데 모두 1984년도 당시의 슬로건이 사용되고 있어 그해의 히트곡을 캠페인 도입부 배경음으로 사용하고 있었다.
- 라디오 주파수가 변경되는 지역의 주요 국도변에는 라디오 주파수의 변경을 알리는 간판이 세워 있다.
- NHK 아오모리 방송국과 공동으로 라디오의 생방송을 했을 때 RAB에서 CM이 방송되고 있는 동안 NHK에서는 간단한 토크를 내보내고 있었다고 한다.
- NHK와 같이 “골든위크”를“대형연휴”라고 말한다.
- ANN과 크로스 네트워크 관계를 맺고 있었을 때 NNN 뉴스는 전시간대에 방송하고 있었지만, ANN 뉴스는 점심과 일요일 아침밖에 방송하지 않았다.
- 보통 도쿄도 뉴스 취재는 니혼 TV가 담당하지만 아오모리 현이 관계된 뉴스에 대한 취재는 도쿄 지사가 담당을 하게 되어 있어 RAB의 뉴스프로그램에서는 「RAB 도쿄」라는 자막이 나온다(오사카의 경우도 마찬가지이다).
- 디지털 텔레비전 가상 채널번호로 아날로그 텔레비전에서 사용했던 1번을 그대로 사용하고 있다.

## 이 회사 출신 인물
- 쓰나카와 가즈오(단, 홈 페이지의 아나운서의 페이지에는 소개되지 않고 있으며, 현재 RAB에서 운영하는 아나운서 학원의 전임강사로 활동하고 있다.)
- 스즈키 노부오
- 후루이케 유우(부모가 아나운서 출신임)

## 현직 방송인
- 아키야마 히로코
- 요네자와 아키코
- 아오야마 에이지
- 호시 가즈키
- 다무라 히로미
- 슈지노 유코
- 이도 사치코
- 도이다 가오리
- 우에노 유카리
- 구와코 에리
- 스카하라 에쓰시
- 야마우치 지요코

## 아오모리현에 있는 다른 텔레비전·라디오 방송국
- NHK 아오모리 방송국
- 아오모리 TV(ATV)(도쿄 방송 계열)
- 아오모리 아사히 방송(ABA)(TV 아사히 계열)
- FM아오모리(JFN계열)